# Metin Lindved Aydin
Metin Lindved Aydin (født 1972) er en dansk erhvervsmand, arkitekt, debattør og byrådspolitiker. Som debattør og foredragsholder har han særligt beskæftiget sig med medborgerskab og indvandrerproblemstillinger. Gennem en årrække har han været panelist på Kristeligt Dagblad.

## Baggrund
Metin Lindved Aydin er født i Odense og opvokset i et muslimsk/kristent hjem i Bredballe nord for Vejle og er søn af rejsemontør Muharrem Aydin og dagplejer Maria Lindved Aydin.[kilde mangler] Han er matematisk/fysisk student fra Rødkilde Gymnasium og trænede i barne- og teenageårene taekwondo i Tang Soo Vejle hvor han opnåede sort bælte første dan i 1991.[kilde mangler]

## Uddannelse
Metin Lindved Aydin er uddannet akademisk arkitekt cand. arch. fra Arkitektskolen Aarhus (1997-2002) ved den internationale afdeling H for bygningskunst ledet af professor Nils Madsen. Kendetegnende for afdelingen var et humanitært og globalt udsyn med rejseaktiviteter til bl.a. Afrika, Rusland og Indien. På sin seneste rejse til Indien var han Danida stipendiat og skrev bl.a. til dagbladet Information om forholdene i landet og genopbygningen efter jordskælvet der ramte delstaten Gujarat d. 26. januar 2001.

## Politik
Metin Lindved Aydin stillede op for Radikale Venstre i Aarhus til kommunalvalget 2021 og blev valgt ind i byrådet for perioden 2022-2025. Han blev med i alt 2.861 stemmer partiets topscorer ved det pågældende valg. I perioden 26. august – 31. december 2022 var Aydin vikarierende rådmand for kultur og borgerservice, da Rabih Azad-Ahmad holdt orlov. Metin Lindved Aydin har især været optaget af byens udvikling som han har forholdt sig kritisk til såvel udvidelsen af Aarhus Havn som han har kaldt unødvendigt ødelæggende for klimaet, miljøet og naturoplevelsen.
Metin Lindved Aydin er medlem af Teknisk Udvalg, Økonomi- og Erhvervsudvalget, Udvalget for Mangfoldighed og Ligestilling samt Klima og Bæredygtighedsudvalget. Derudover er han gruppeformand for sit parti i byrådet og politisk udpeget bestyrelsesmedlem i Aarhus Teater. I maj 2024 blev han valgt som sit partis spidskandidat til kommunalvalget i 2025.

## Tillidshverv
Metin Lindved Aydin er medstifter og formand i NGO’en Egenvirksomhed.NU, som understøtter mennesker på kontanthjælp og integrationsydelse med at komme væk fra offentlig forsørgelse og etablere egen virksomhed. Endvidere har han været med til at starte foreningen "En for holdet", en civilsamfundsindsats som samler affald i naturen og bymiljøer.[kilde mangler] Derudover er han medlem af Forretningsudvalget for Holme, Højbjerg og Skåde Fællesråd fra 2018 til i dag. I perioden 2004-2010 var han desuden medlem af Tranbjerg Fællesråds bestyrelse. Metin Lindved Aydin har desuden været formand i Aarhus Syd Taekwondo Klub i perioden 2011-2020. Han var medstifter af taekwondoklubben i 2011 og blev indstillet til prisen Årets Ildsjæl i 2020 for sit engagement her.

## Erhverv
Metin Lindved Aydin har drevet selvstændig virksomhed som arkitekt og ejendomsudvikler siden 2002. Mest kendt er han for byggeriet af Danmarks første større moskébyggeri på ydre Nørrebro.

## Bygninger tegnet af Metin Lindved Aydin
- Hamad Bin Khalifa Civilisation Center, moskéen i Rovsingsgade (indviet 19. juni 2014)
- Ødsted Sognehus, Vejle (indviet 22. januar 2017)
- Kridthøj Huse, Aarhus (2019)